# Streptomycetaceae
Streptomycetaceae es una familia de actinobacterias que incluye al importante género Streptomyces, la fuente original de la mayoría de los antibióticos.
- Datos: Q1430556
- Multimedia: Streptomycetaceae / Q1430556
- Especies: Streptomycetaceae